# کیوآی
کیوآی (انگلیسی: QI کوتاه‌شده Quite Interesting به معنی خیلی جالب) یک نمایش بازی پرسش و پاسخ کمدی بریتانیایی است که به‌وسیله جان لوید برای تلویزیون ساخته می‌شود. این مجموعه اکنون از بی‌بی‌سی دو پخش می‌شود و سندی تاکسویگ آن را اجرا می‌کند. در هر قسمت شرکت‌کننده دائمی آلن دیویس به همراه سه مهمان حضور دارند. بیشتر مهمان‌ها طنزپرداز هستند. این مجموعه در ابتدا از سال ۲۰۰۳ تا ۲۰۱۶ به‌وسیله استیون فرای اجرا می‌شد.
قالب برنامه حول این مطلب است که احتمال اینکه مهمان‌ها به پرسش‌های بسیار ناشناخته‌ای که مطرح می‌شوند پاسخ درست بدهند بسیار کم است؛ بنابراین شرکت‌کنندگان نه تنها برای پاسخ‌های درست، بلکه برای پاسخ‌های جالبی که به سؤال مرتبط باشند نیز امتیاز دریافت می‌کنند. اما شرکت‌کنندگان برای «پاسخ‌هایی که به‌صورت واضح و مشخصی اشتباه باشند امتیاز از دست می‌دهند» یا به عبارتی پاسخ‌هایی که اغلب به دلیل باورهای غلط گمان می‌شود که درست باشند. در برنامه به چنین پاسخ‌هایی «جریمه» (انگلیسی: forfeit) گفته می‌شود و به‌وسیله صدای بوق (انگلیسی: klaxon)، نور چشمک‌زن و نوشته شدن آن بر روی صفحه نمایش پشت سر شرکت‌کنندگان مشخص می‌شوند. فلسفه کیوآی این است که همه چیز جالب است اگر از زاویه درست به آن نگاه شود. بسیاری از مطالب اشتباهی که در نمایش مطرح شده‌اند در قسمت‌های بعدی یا در بلاگ نمایش تصحیح شده‌اند.

## قالب و محتوا

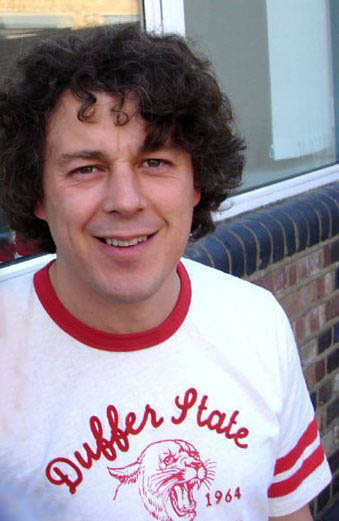
طنزپرداز آلن دیویس (تصویر او در سال ۲۰۰۷) شرکت‌کننده دائمی تمام سری‌های کیوآی بوده است.

در هر قسمت چهار شرکت‌کننده حضور دارند. سه شرکت‌کننده مهمان و یک شرکت‌کننده دائمی آلن دیویس که معمولاً در صندلی سمت راست مجری می‌نشیند. دیویس در تمام قسمت‌ها حضور داشته است و اگرچه در قسمت Divination (فالگیری) نتوانست در استودیو حاضر شود اما توانست از ماورا بازی کند. اگرچه دیویس در تعدادی از بازی‌ها برنده شده است اما او اغلب از نظر امتیاز نفر آخر می‌شود چرا که جریمه‌های زیادی را متحمل می‌شود.
سؤالاتی که برای شرکت‌کنندگان مطرح می‌شود اغلب گمراه‌کننده، ناشناخته و بسیار سخت هستند. دادن «جواب‌های واضح ولی غلط» که به آنها جریمه گفته می‌شود باعث می‌شود که تعدادی بوق و هشدار و نورهای چشمک‌زن پخش شوند و امتیاز کم شود. دیویس اغلب شرکت‌کننده‌ای است که چنین پاسخ‌هایی را می‌دهد. در دو سری اول فرای پاسخ‌های دارای جریمه را بر روی کاغذ به‌همراه داشت و در هنگامی که بوق‌ها به‌صدا درمی‌آمدند و بر روی صفحه‌های بزرگ پشت سر شرکت‌کنندگان ظاهر می‌شدند او کاغذ را نیز به شرکت‌کننده نشان می‌داد. البته در قسمت پایلوت و در اولین قسمت از اولین سری فقط از کارت‌های کاغذی استفاده می‌شد. از سری سوم به بعد کارت‌های کاغذی کاملاً حذف شدند و پاسخ‌های دارای جریمه فقط بر روی صفحه نمایش پشت سر شرکت‌کنندگان نمایش داده می‌شوند. هدف از نمایش آنها این است که نشان دهد طراحان سؤال دادن چنین پاسخ‌های غلطی را پیش‌بینی کرده بوده‌اند.
سازندگان مجموعه انتظار داشتند که هیچکسی بدون آماده‌سازی زیاد قادر به دادن پاسخ درست نباشد؛ بنابراین آنها دادن جواب‌های جالب را تشویق می‌کنند و امتیازهای مثبت معمولاً به این دلیل داده می‌شود. بنابراین معمولاً بحث‌های حاشیه‌ای تشویق می‌شوند و شرکت‌کنندگان تمایل پیدا می‌کنند که وارد بحث با یکدیگر شوند و در مورد تفکرات و تصورات خودشان یا داستان‌هایی از زندگی شخصی خودشان صحبت کنند. تعداد امتیازهای مثبت و منفی ممکن است به‌وسیله مجری مشخص شود یا از قبل به‌وسیله پژوهشگران کیوآی که به آنها الف‌های کیوآی گفته می‌شود مشخص شده باشد؛ مثلاً در یک قسمت از دیویس ۱۰ امتیاز کم شد چون به سؤال «اصلی‌ترین ماده تشکیل‌دهنده هوا چیست؟» پاسخ داد «اکسیژن».
امتیازهای منفی رایج هستند و گاهی حتی مجموع امتیازهای برنده نیز منفی است. جمع امتیازها در پایان هر قسمت اعلام می‌شوند. فرای گفته است: «فکر می‌کنم همه ما موافق هستیم که هیچکسی در این دنیا سیستم امتیازدهی کیوآی را نمی‌فهمد.» سازنده کیوآی جان لوید در یک موقعیت اعتراف کرده است که حتی او نمی‌داند که سیستم امتیازدهی چگونه کار می‌کند اما شخصی وجود دارد که برای بررسی کردن امتیازها به او پول داده می‌شود. بنابر دی‌وی‌دی سری A مهمان‌ها حق دارند اگر فکر می‌کنند که امتیاز آن‌ها اشتباه است درخواست بازنگری کنند. اما تا کنون کسی از این حق استفاده نکرده است.

### زنگ‌ها
هر شرکت‌کننده یک زنگ دارد تا در هنگام پاسخ دادن از آن استفاده کند. زنگ هر شرکت‌کننده صدای متفاوتی دارد. در سه سری اول صدای زنگ‌ها به‌ظاهر تصادفی انتخاب می‌شدند یا اینکه یک تم تصادفی داشتند؛ مثلاً در سری C قسمت Common Knowledge (دانش عمومی) تمام زنگ‌ها صداهای روزمره بودند. اما از سری D به بعد صدای هر چهار زنگ بر اساس تم قسمت انتخاب می‌شود؛ مثلاً در سری F قسمت Films and Fame (فیلم‌ها و شهرت) صدای زنگ‌ها از فیلم‌های شناخته‌شده انتخاب شدند. صدای زنگ دیویس در این قسمت صدای لکنت‌دار پورکی پیگ بود که می‌گفت: «همش همین بود، رفقا!». صدای زنگ‌ها همیشه در ابتدای هر قسمت پخش می‌شوند اما به‌طور معمول هر صدا دارای یک نسخه کوتاه‌تر است که در طول برنامه از آن استفاده می‌شود. به‌نظر می‌رسد که اکثر بینندگان از این مسئله اطلاع ندارند. دیویس همیشه تحقیرآمیزترین صدا را به‌عنوان زنگ دریافت می‌کند.

### بی‌اطلاعی عمومی
برای مسخره‌کردن مسابقه‌های اطلاعات عمومی دور آخر بازی خارج از موضوع برگزار می‌شود و به آن بی‌اطلاعی عمومی گفته می‌شود. تمرکز این قسمت بر سؤالاتی است که پاسخ‌های غلطی برای آنها مورد قبول عامه واقع شده است. در جریان دورهای اصلی استفاده از زنگ اجباری نیست اما در دورهای بی‌اطلاعی عمومی استفاده از آن لازم است و بنابراین شروع این دور با جمله «انگشت‌ها روی زنگ‌ها» از طرف مجری مشخص می‌شود. تا سری نهم (سری I) دور بی‌اطلاعی عمومی در تمام قسمت‌ها وجود داشت. در سری‌های دهم و یازدهم (سری‌های J و K) این دور به‌صورت غیرمنظم در قسمت‌ها وجود داشت. از سری دوازدهم (سری L) این دور دوباره به‌صورت منظم در قسمت‌ها وجود دارد.

### تم‌ها و وظایف
در بعضی قسمت‌ها صحنه برنامه، لباس شرکت‌کنندگان یا موسیقی شروع یا ترکیبی از همه آنها دچار تغییر می‌شوند تا بر تم قسمت منطبق باشند؛ مثلاً در قسمت Denial and Deprivation (منع و محرومیت) میز فرای با یک میزکوچک دلال حراج و میز شرکت‌کنندگان با میزهای دانش‌آموزان مدرسه جایگزین شدند و نورپردازی نیز کاهش پیدا کرد. در قسمت Health and Safety (سلامتی و ایمنی) شرکت‌کنندگان کلاه‌های ایمنی بر سر گذاشتند و عینک‌های محافظتی و جلیقه‌های زرد رنگ پوشیدند و فرای لباس سفید دکترها را به تن کرد و یک گوشی پزشکی به همراه داشت.
در بعضی قسمت‌ها یک وظیفه اضافه به شرکت‌کنندگان محول می‌شود تا در جریان برنامه آن را انجام دهند و احتمالاً امتیاز بیشتری کسب کنند. از جمله این وظایف می‌توان به یک مسابقه نقاشی، پیدا کردن یک شیء در ویدئوهایی که روی صفحه‌های نمایش پخش می‌شود و تکان دادن یک کارت جوکر اشاره کرد؛ مثلاً هنگام دیدن یک سپیداج باید جوکر را بالا ببرند.
علاوه بر وظایف، فرای تعدادی آزمایش علمی را نیز در جریان برخی قسمت‌ها اجرا کرده است. از جمله این قسمت‌ها می‌توان به Jolly Japes, Knick-Knacks و Lab Larks اشاره کرد. این آزمایش‌ها اغلب در قسمت‌های پایانی برنامه انجام می‌شوند.

## تولید

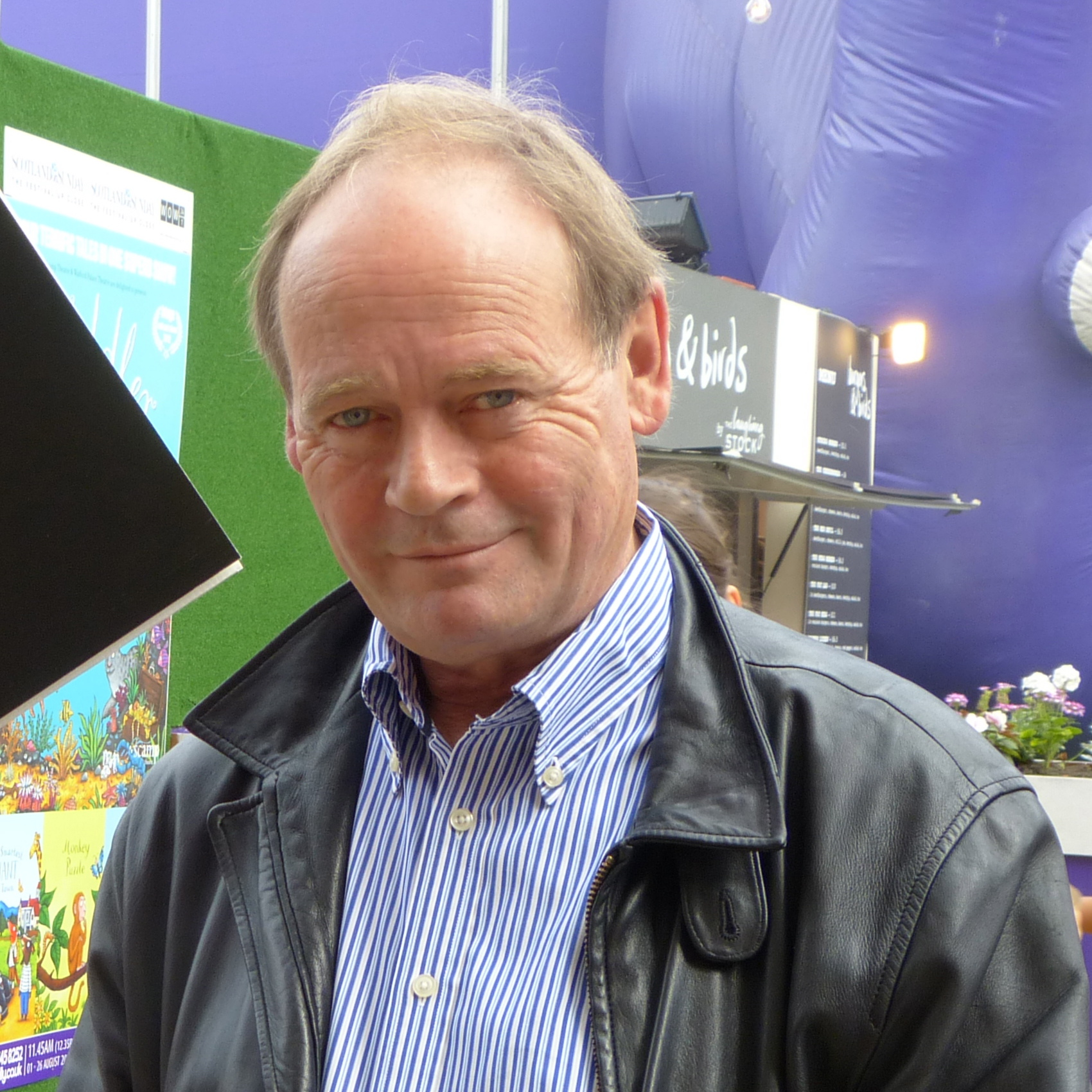
تولیدکننده کهنه‌کار کمدی جان لوید نیروی پیشران در ساخت کیوآی بوده است.

نویسنده و تولیدکننده پیشین بی‌بی‌سی جان لوید قالب نمایش را ایجاد کرده است که به وسیله کوایت اینترستینگ لیمیتد سازمانی که لوید ایجاد کرده است تولید می‌شود. کیوآی در ابتدا به عنوان یک «دانشنامه بریتانیکای یادداشت‌گذاری‌شده… اولین دانشنامه غیرکسالت‌آور دنیا» در نظر گرفته می‌شد. این برنامه در ابتدا به عنوان یک بازی پنلی رادیویی ایجاد شد که به‌وسیله لوید اداره می‌شد. در هنگام تولید نمایش به‌همراه پیتر فینچام و آلن ینتوب، لوید به نتیجه رسید که کارشان برای ارائه در تلویزیون مناسب‌تر است. این سه نفر ایده را برای لورین هگسی ناظر بی‌بی‌سی وان مطرح کردند. اما هگسی به این قالب توجه نکرد و به‌جای آن یک بازی پنلی دیگر به نام جنگ کلاس (Class War) را سفارش داد که هیچ وقت ساخته نشد. وقتی فینچام در بی‌بی‌سی وان ناظر شد، لوید ایده را برای او مطرح کرد اما همکار قدیمی او نیز پیشنهاد را نپذیرفت. در نهایت لوید ایده را به جین روت ناظر بی‌بی‌سی دو پیشنهاد کرد و او قبول کرد آن را بسازد. برای ساخت مجموعه به مایکل پیلین پیشنهاد شد که مجری باشد و فرای و دیویس به ترتیب کاپیتان‌های دو تیم «ناقلاها (cleverclogs)» و «کله‌پوک‌ها (dunderheads)» باشند. اما وقتی پیلین پیشنهاد کاری را قبول نکرد، تولیدکنندگان تصمیم گرفتند که قالب را عوض کنند. فرای مجری‌گری را به‌عهده گرفت و دیویس تبدیل به تنها شرکت‌کننده دائمی شد. روت سفارش ساخت یک قسمت پایلوت و ۱۶ قسمت بعد از آن را داد اما محدودیت‌های بودجه باعث شد سری اول ۱۲ قسمتی باشد.
در اکتبر ۲۰۱۵ اعلام شد که فرای بعد از سری M دیگر مجری نخواهد بود و او با سندی تاکسویگ جایگزین خواهد شد. فرای جایگاهش در کیوآی را اینگونه توصیف می‌کند: «یکی از بهترین شغل‌هایی که در تلویزیون داشته‌ام.» اما همچنان می‌گوید که: «وقت آن رسیده بود که از آن عبور کنم.» بنابر آلن دیویس، فرای برنامه را ترک کرد چون بی‌بی‌سی بودجه را کاهش داده بود و فرای مجبور می‌شد که سه برنامه را در یک روز ضبط کند. دیویس می‌گوید: «به دلایل بودجه، او مجبور شده بود که ظرف ۲۴ ساعت در سه نمایش شرکت کند.» تاکسویگ گفته است که کیوآی برنامه محبوب او برای تماشا کردن یا شرکت کردن است.

### پژوهش
پژوهش برای برنامه بیشتر به‌وسیله هفت نفر که به‌نام «الف‌های کیوآی» شناخته می‌شوند صورت می‌گیرد و از جمله آن‌ها می‌توان به جاستین پولارد، ویتالی ویتالیو، مالی اولدفیلد (دختر مایک اولدفیلد) و جنی رایان اشاره کرد. الف‌ها سؤالات را برای نمایش تهیه می‌کنند و یکی از آنها در هنگام فیلم‌برداری در صحنه حاضر است و می‌تواند با مجری مکالمه کند و اطلاعات صحیح را به او منتقل کند. از جمله افراد دیگری که در مورد سؤالات جستجو انجام می‌دهند و متن‌ها را آماده می‌کنند می‌توان به جان میچینسون و پیرز فلچر که در کنار جاستین پولارد، مالی اولدفیلد و جیمز هارکین به آن‌ها گرداورندگان سؤالات گفته می‌شود که برای کار خود از دانشنامه بریتانیکا و ویکی‌پدیا استفاده می‌کنند. وبسایت کیوآی همچنین دارای یک فروم نیز می‌باشد.

## بازخورد

### جوایز
| سال  | مراسم                       | دسته‌بندی                                     | نتیجه    | یادداشت‌ها     |
| ---- | --------------------------- | -------------------------------------------- | -------- | ------------- |
| ۲۰۰۴ | جوایز فیلم بفتا             | بهترین اجرای سرگرمی استیون فرای              | نامزدشده | [ ۳۳ ]        |
| ۲۰۰۵ | جوایز فیلم بفتا             | بهترین اجرای سرگرمی استیون فرای              | نامزدشده | [ ۳۳ ]        |
| ۲۰۰۵ | جوایز فیلم بفتا             | جایزه لیو گرید جان لوید ایان لوریمر          | نامزدشده | [ ۳۳ ]        |
| ۲۰۰۶ | راهنمای کمدی بریتانیا       | بهترین فکاهی/نمایش پنلی تلویزیون بریتانیایی  | برنده    | [ ۳۴ ]        |
| ۲۰۰۶ | جشنواره سرگرمی سبک رز طلایی | بهترین مجری بازی نمایش استیون فرای           | برنده    | [ ۳۵ ]        |
| ۲۰۰۷ | راهنمای کمدی بریتانیا       | بهترین فکاهی/نمایش پنلی تلویزیون بریتانیایی  | برنده    | [ ۳۶ ]        |
| ۲۰۰۷ | جوایز فیلم بفتا             | بهترین اجرای سرگرمی استیون فرای              | نامزدشده | [ ۳۳ ]        |
| ۲۰۰۷ | جوایز کمدی بریتانیا         | جایزه یک عمر دستاورد استیون فرای             | برنده    | [ ۳۷ ]        |
| ۲۰۰۷ | جوایز کتاب بریتانیا         | کتاب تلویزیون و فیلم سال کتاب بی‌اطلاعی عمومی | نامزدشده | [ ۳۸ ]        |
| ۲۰۰۸ | انجمن سلطنتی تلویزیون       | سرگرمی                                       | برنده    | [ ۳۹ ]        |
| ۲۰۰۸ | انجمن سلطنتی تلویزیون       | اجرای سرگرمی                                 | نامزدشده | [ ۳۹ ]        |
| ۲۰۰۸ | جوایز تله‌ویژوال بولداگ      | بهترین نمایش پنلی، پرس‌وپاسخی یا گفتگویی      | برنده    | [ ۴۰ ]        |
| ۲۰۰۸ | جوایز فیلم بفتا             | بهترین اجرای سرگرمی استیون فرای              | نامزدشده | [ ۳۳ ]        |
| ۲۰۰۸ | جوایز کمدی بریتانیا         | بهترین نمایش پنلی کمدی                       | برنده    |               |
| ۲۰۰۹ | جوایز فیلم بفتا             | بهترین اجرای سرگرمی استیون فرای              | نامزدشده |               |
| ۲۰۰۹ | جوایز فیلم بفتا             | بهترین برنامه سرگرمی                         | نامزدشده |               |
| ۲۰۰۹ | جوایز تله‌ویژوال بولداگ      | بهترین نمایش پنلی، پرس‌وپاسخی یا گفتگویی      | برنده    | [ ۴۰ ]        |
| ۲۰۱۰ | جوایز فیلم بفتا             | بهترین اجرای سرگرمی استیون فرای              | نامزدشده |               |
| ۲۰۱۱ | جوایز فیلم بفتا             | بهترین اجرای سرگرمی استیون فرای              | نامزدشده | [ ۳۳ ]        |
| ۲۰۱۱ | جوایز کمدی بریتانیا         | بهترین زن خنده‌دار تلویزیون سارا میلیکان      | نامزدشده | [ ۴۱ ]        |
| ۲۰۱۱ | جوایز سریع تی‌وی             | بهترین نمایش سرگرمی                          | نامزدشده | [ ۴۲ ]        |
| ۲۰۱۱ | جوایز تلویزیون ملی          | محبوب‌ترین برنامه سرگرمی                      | نامزدشده |               |
| ۲۰۱۲ | جایزه Comedy.co.uk          | بهترین نمایش پنلی تلویزیون                   | برنده    | [ ۴۳ ] [ ۴۴ ] |
| ۲۰۱۲ | جوایز تلویزیون ملی          | محبوب‌ترین نمایش پنلی کمدی                    | نامزدشده | [ ۴۵ ]        |
| ۲۰۱۳ | جوایز تلویزیون ملی          | محبوب‌ترین نمایش پنلی کمدی                    | برنده    | [ ۴۶ ]        |